# (30585) 2001 PE14
2001 بي إي 14 (ويعرف أيضًا باسم (30585) 2001 بي إي 14 وفق تسمية الكوكب الصغير) (بالإنجليزية: 2001 PE14)‏ هو كويكب ضمن حزام الكويكبات؛ وترتيبه 30585 من حيث الاكتشاف.
اكتُشف هذا الجُرم الفلكي بواسطة ماورا تومبيلي ‏ في 14 أغسطس 2001.

## وصلات خارجية
- (30585) 2001 PE14 في قاعدة بيانات مختبر الدفع النفاث لأجرام النظام الشمسي الصغيرة

- الاكتشاف · مخطط المدار ·  العناصر المدارية · المعلمات المادية

- (30585) 2001 PE14 على موقع ويكي سكاي: DSS2, SDSS, GALEX, IRAS, Hydrogen α, X-Ray, Astrophoto, Sky Map, Articles and images